# دیوید بختیاری
دیوید افراسیاب اسعد بختیاری، (به انگلیسی: David Affrasiab Assad Bakhtiari) (زاده ۳۰ سپتامبر ۱۹۹۱) بازیکن حرفه‌ای یکن ثابت برای تیم گرین بی پکرز در لیگ ملی فوتبال (آمریکا) بازی می‌کند. بختیاری از پدری ایرانی و مادری ایسلندی‌تبار در برلینگیم، کالیفرنیا زاده شد. وی فعالیت حرفه‌ای خود را از سال ۲۰۰۹ با تیم فوتبال دانشگاه کلرادو در بولدر آغاز نمود. برادر بزرگتر او؛ اریک بختیاری نیز، از بازیکنان مطرح فعال در لیگ ملی فوتبال (آمریکا) می‌باشد.

## فیلم شناسی
دیوید افراسیاب اسعد بختیاری در فیلم آوازخوان حرفه‌ای محصول سال 2015 در کنار کلی متیوز آدام دیواین آنا کندریک ربل ویلسون و هیلی استاینفلد به روی صحنه رفته است.

## خانواده دیوید بختیاری
پدر دیوید؛ افراسیاب خان اسعد بختیاری از خوانین بختیاری و فرزند علیقلی خان سردار اسعد بختیاری پدر و سردار مشروطیت فاتح تهران و نوه حسینقلی خان ایلخانی ایلخان بختیاری در عصر ناصرالدین شاه قاجار بوده است.